# Европейска умбра
Умбра (Umbra krameri) е вид лъчеперка от семейство Umbridae. Видът е уязвим и сериозно застрашен от изчезване.

## Разпространение и местообитание
Разпространен е в Австрия, България, Молдова, Румъния, Словакия, Словения, Сърбия, Украйна, Унгария и Хърватия.
Обитава влажни места и езера.

## Описание
На дължина достигат до 17 cm.
Продължителността им на живот е около 5 години. Популацията на вида е намаляваща.